# Pau de Nícias
La pau de Nícias fou un tractat de pau entre Atenes i Esparta signat el març del 421 aC que va posar fi temporalment a la guerra del Peloponnès.
El 425 aC els espartans van perdre les batalles de Pylos i Esfactèria; en aquesta darrera 120 espartans foren fets presoners. El 424 aC els espartans es van recuperar i Bràsides va conquerir Amfípolis i els atenencs foren derrotats a la batalla de Dèlion a Beòcia; el 422 aC els atenencs foren altre cop derrotats a la batalla d'Amfípolis quan van intentar recuperar la ciutat. El general espartà Bràsides i el dirigent atenenc Cleó van morir a aquesta batalla i el poder a Atenes va passar al conservador Nícias, partidari de la pau. Esparta també estava exhausta i a punt per a la pau.
Les converses les va iniciar el general Nícias (Νικίας) d'Atenes amb Pleistoanax, rei d'Esparta. Van decidir que cada part retornaria totes les conquestes excepte Nisea que romandria en poder dels atenencs, i Platea que romandria en poder de Tebes. Amfípolis seria retornada a Atenes i aquest estat alliberaria els presoners d'Esfactèria. Els temples de Grècia s'obririen al culte a tots els ciutadans de totes les ciutats, i Delfos amb el seu oracle seria plenament autònoma. Atenes podria recaptar tribut en els estats on ho havia fet des del temps d'Aristides d'Atenes, però no podria forçar a les ciutats tributàries a esdevenir aliades; també es va acordar que Atenes ajudaria a Esparta en cas d'una revolta dels ilotes. Tots els aliats espartans van acceptar la pau excepte Beòcia, Corint, Elis i Mègara.
Disset representants per cada part van signar el tractat que havia de durar 50 anys. Els signants per Esparta foren: Pleistoanax, Agis II, Pleistoles, Damaget, Quionis, Metàgenes, Acant, Dait, Iscàgoras, Filocaridas, Zeuxides, Àntip, Tel·lis, Alcindes, Empedies, Menes, i Làfil. Els signants atenencs foren: Lampó, Istmònic, Nícias, Laques, Eutidem, Procles, Pitodor, Hagnó, Mirtil, Trasicles, Teagenes, Aristòcrates, Iolci, Timòcrates, Lleó, Làmac i Demòstenes.
El tractat no fou respectat i es va trencar al cap de poc temps.